# Лосталло
Лосталло (італ. Lostallo) — громада  в Швейцарії в кантоні Граубюнден, регіон Моеза.

## Географія
Громада розташована на відстані близько 155 км на південний схід від Берна, 65 км на південний захід від Кура.
Лосталло має площу 50,9 км², з яких на 2,3% дозволяється будівництво (житлове та будівництво доріг), 7,3% використовуються в сільськогосподарських цілях, 59,6% зайнято лісами, 30,8% не є продуктивними (річки, льодовики або гори).

## Демографія
2019 року в громаді мешкало 805 осіб (+13,9% порівняно з 2010 роком), іноземців було 15,8%. Густота населення становила 16 осіб/км².
За віковим діапазоном населення розподілялося таким чином: 17,1% — особи молодші 20 років, 60,1% — особи у віці 20—64 років, 22,7% — особи у віці 65 років та старші. Було 360 помешкань (у середньому 2,2 особи в помешканні).
Із загальної кількості 241 працюючого 58 було зайнятих у первинному секторі, 85 — в обробній промисловості, 98 — в галузі послуг.